# Joan Escala Soteras
Joan Escala Soteras (Capellades, 4 de gener de 1925 - 22 d'agost de 2016) fou constructor, artista i pessebrista de la ciutat de Capellades.
Joan Escala va néixer al carrer Sant Francesc número 25 de Capellades, fill de Joan Escala Gironès, mestre d'obres, i de Dolors Soteras Muray. Va ser el germà petit dels tres fills que tingueren els seus pares. Va anar a l'escola Divina Pastora, on va començar la seva afició pel pessebrisme. L'any 1932, va canviar d'escola anant a estudiar a la de la senyora Emília Coca i començar a fer d'escolà del mossèn Per Ribot de la parròquia de Capellades. Durant la Guerra Civil va aprendre a fer espardenyes de pagès sota el mestratge de la seva àvia Espasa i a cultivar tabac sota el mestratge d'un pagès. Un cop acabada la Guerra Civil va col·laborar al costat del seu pare en les obres de restauració de l'església del poble. El 1945 va continuar participant en les obres de l'església, sota direcció de l'arquitecte del bisbat Josep Maria Jujol.
De retorn de Barcelona va continuar en la construcció de l'altar major de l'església de Capellades, que s'havia d'inaugurar per Santa Dorotea de 1952 i va posar-se al capdavant de l'empresa Construccions Escala.
Als anys 70 va establir el seu estudi artístic a Sitges, va obrir un restaurant, una sala de festes al castell de la Torre de Claramunt i va obrir una botiga d'antiguitats. Els anys 80 del segle xx va ser vicepresident de l'entitat “Amics de les Arts de Capellades”. L'any 1985 va encarregar-se de la construcció de la capella del Sant Crist, obra de l'arquitecte Jordi Cantó.
L'any 2007 va inaugurar al número 102 del carrer de Sant Francesc el “Taller del Pessebre de Joan Escala” i va traslladar tota l'obra pessebrística.